# مشق (كتان)

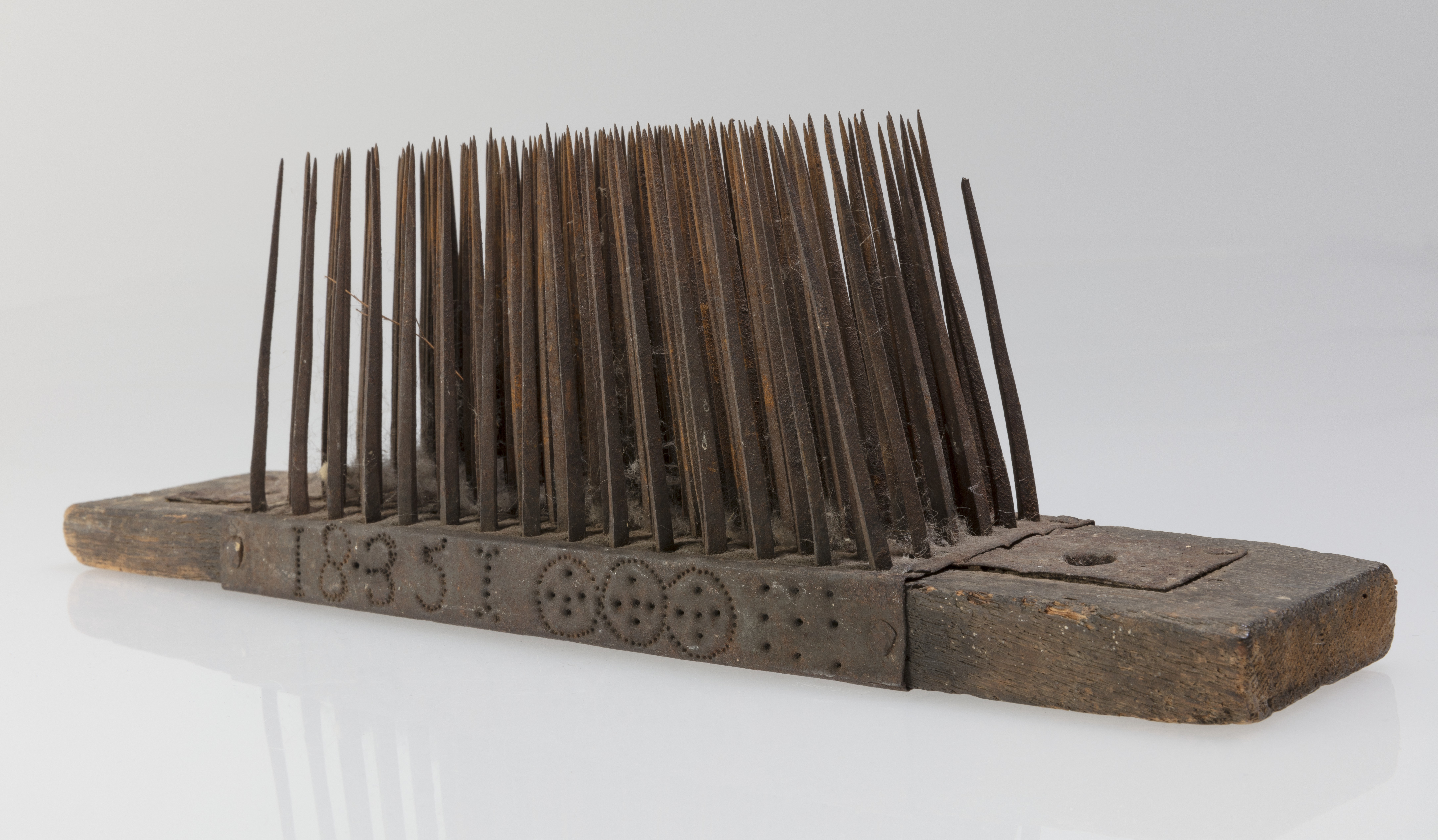
ممشقة.

المَشق هو الخطوة الأخيرة من ثلاث خطوات لتحضير ألياف الكتان للغزل. المشق يفصل ألياف الكتان ويقويها، كما يزيل اللب الليفي والشوائب. يُمشَق الكتان بمماشق تفصل الألياف المتشابكة وتجعلها مستقيمة ونظيفة وجاهزة للغزل. بعد المشق والغزل، تصبح ألياف الكتان جاهزة لتنسج بشكل قماش الكتان.